# Apollodore (sculpteur)
Pour les articles homonymes, voir Apollodore.
Apollodore est un sculpteur athénien du Ve siècle av. J.-C.

## Histoire
Originaire de Phalère, disciple de Socrate, il poussait l'admiration pour son maître jusqu'au fanatisme, avait la réputation de manquer de recul sur les choses et d'esprit critique. Il avait connu le succès avant de devenir disciple de Socrate. Ce que l’on sait de lui vient du Banquet de Platon et des Histoires Variées de Claude Élien. Il est du même âge que le frère de Platon, Glaucon,. Surnommé « le Fou », il était réputé pour n'être jamais satisfait de son travail.

## Sources
- Pline l'Ancien, Histoire naturelle [détail des éditions] [lire en ligne] (XXXIV, 81)
- Platon, Le Banquet [détail des éditions] [lire en ligne] (174c)
- Élien, Histoires variées [lire en ligne] (I, 16)